# Palazzo Solimena

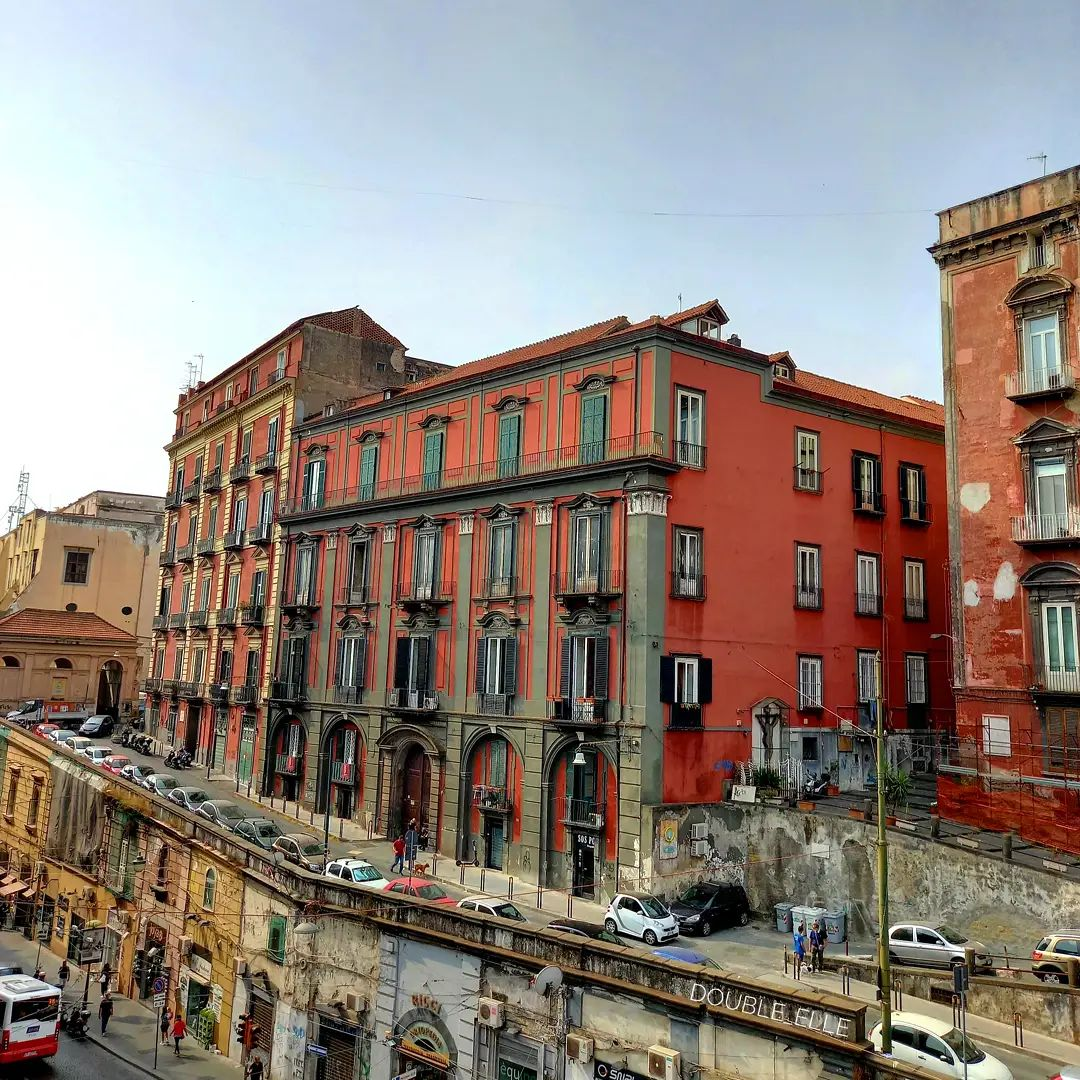
Palazzo Solimena in Neapel: Fassade zur Via San Giuseppe dei Nudi.

Der Palazzo Solimena ist ein Palast aus dem 17. Jahrhundert im Viertel Avvocata in Neapel in der italienischen Region Kampanien. Er liegt auf dem Hügel San Potito in der Via San Giuseppe dei Nudi, 1, neben dem Palazzo Caracciolo di Melissano und dem Palazzo Zona.

## Geschichte
Der Palast existierte bereits im 17. Jahrhundert als Häuserblock mehrerer Gebäude. 1638 wurde der Block von Andrea De Riso gekauft, der ihn umbauen und umfangreich erweitern ließ. 1710 erwarb der Maler Francesco Solimena das Gebäude und ließ es erneut auf Basis eines seiner Projekte umbauen. Diese Umbauten wurden später fälschlicherweise vom Maler Onofrio Giannone, der einige Ergänzungen im Buch der Lebensgeschichten der Maler, Bildhauer und Architekten von Bernardo De Dominici anbrachte Giovan Battista Nauclerio zugeschrieben. Es kann nicht ausgeschlossen werden, dass Giannone den Ratschlägen von Nauclerio, Domenico Antonio Vaccaro und Ferdinando Sanfelice folgte. 1717 wollte Solimena den Palast erweitern, aber dieses Vorhaben erregte den Widerstand von Orazio Carafa, da die Erweiterung auch sein Grundstück betroffen hätte. Im 19. Jahrhundert wurde das Gebäude im Zuge der Umtriebe um die Parthenopäische Republik von 1799 beschädigt, und 1867 und 1889 erneut umgebaut.
Beim Bau des Palastes bediente sich Solimena der Mitarbeit des Bauingenieurs Giacomo Farina, während mit der Durchführung der Arbeiten Baumeister betraut wurden. Den Maurern Nicola Pagano und Tommaso Cortese wurde der Bau der Stallungen und des Eingangstors in Auftrag gegeben.

## Beschreibung
Der Palast hat vier Joche und vier Stockwerke einschließlich des Zwischengeschosses. Das Eingangsportal hat einen Bogen mit gebrochenem Korbbogentympanon, das Ganze gestützt von Halbpfeilern aus Bossenwerk; die oberen Stockwerke sind durch Lisenen in Kolossalordnung mit floralen Kapitellen aufgeteilt, während die Fenster Tympana mit verschiedenen Profilen besitzen; die Balkone sind in Piperno dekoriert.
Die Innenräume sind um einen Hof unter Rechteckgewölben angeordnet und an der Rückseite befinden sich die Stallungen. Auf der rechten Seite des Hofes führt eine Treppe zu den oberen Stockwerken.
Im Inneren des Palastes gibt es eine achteckige Treppe, ähnlich denen im Palazzo De Majo und im Palazzo Palmarice, beide von Ferdinando Sanfelice geplant. Im ersten Obergeschoss sind Fresken erhalten, die aus dem 19. Jahrhundert stammen.